# Баїха
Ба́їха — село в Україні, у Річківській сільській громаді Сумського району Сумської області. Населення становить 18 осіб. До 2018 орган місцевого самоврядування - Річківська сільська рада.

## Географія
Село Баїха розташоване на лівому березі струмка Крига, який через 4 км впадає у річку Крига, нижче за течією на відстані 1 км розташоване село Річки.

## Історія
- Село постраждало внаслідок геноциду українського народу, проведеного урядом СССР 1923-1933 та 1946-1947 роках[джерело?].
- 12 червня 2020 року, відповідно до Розпорядження Кабінету Міністрів України № 723-р «Про визначення адміністративних центрів та затвердження територій територіальних громад Сумської області» увійшло до складу Річківської сільської громади.[1] 19 липня 2020 року, в результаті адміністративно-територіальної реформи та ліквідації  Білопільського району, село увійшло до складу новоутвореного Сумського району[2].